# Грденич, Драго
Драго Грденич (хорв. Drago Grdenić; 31 августа 1919, Крижевцы, Копривницко-Крижевацкая жупания — 7 сентября 2018, Загреб) — хорватский химик, автор учебников, пионер рентгеноструктурного анализа в Хорватии и ректор Загребского университета с 1976 по 1979 год.

## Биография
Драго Грденич родился в августе 1919 года в семье хорватского лингвиста Драгутина Грденича. Завершив в 1937 году обучение в одной из загребских гимназий, он поступил на Философский факультет Загребского университета, на котором в то время преподавались естественные науки, и который он окончил в 1942 году. Получив диплом по химической специальности, Грденич остался в стенах университета и поступил на аспирантуру медицинского факультета. Его научным руководителем стал профессор Томислав Пинтер, занимавшийся в тот момент времени исследованием соединений ртути. В ходе составления способа нахождения следов ртути в моче, Пинтер поручил своему подопечному, при помощи метилирования диазометаном, определить структуру ацетамида, однако Грденич был вынужден прекратить работу над этим проектом, из-за своего вступления в ряды югославских партизан в 1942 году. Помимо партизанского движения, Грденич также пополнил штат просветительского отделения Хорватского антифашистского вече, службу в котором он нёс до конца Второй мировой войны.
После окончания Второй мировой войны Драго Грденич устроился на работу преподавателем химии в Высшую педагогическую школу в Сплите, которую он покинул в ноябре 1945 года, вернувшись на родной факультет Загребского университета в качестве ассистента профессора Гилберта Флумиани. Именно отсюда в 1946 году Грденич отправился на стажировку в СССР, где он на протяжении двух лет, под руководством Александра Несмеянова и Александра Китайгородского, изучал основы рентгеноструктурного анализа. В Хорватию Грденич вернулся в 1948 году и сразу присоединился к штату Института физики Загребского университета, где он в том же году, благодаря присланной из Великобритании камеры Unicam S25, сделал первую в истории хорватской науки дифрактограмму. В 1951 году Грденич защитил докторскую диссертацию по теме «Рентгенологическое исследование некоторых органических соединений», а спустя четыре года он отправился в Оксфордский университет, в химической лаборатории которого он, совместно с будущей обладательницей Нобелевской премии Дороти Ходжкин, проводил исследования в области химической кристаллографии.
За пару лет до своей поездки в Оксфорд, Грденич получил должность доцента Факультета естественных и математических наук Загребского университета, поэтому после возвращения из Великобритании, где он в ходе своей работы поспособствовал налаживанию отношений между университетами Оксфорда и Загреба, в 1956 году ему было пожаловано звание профессора в главном хорватском вузе. Там же, спустя четыре года, он возглавил Институт неорганической и аналитической химии и на два года стал деканом своего факультета. В 1973 году Драго Грденич написал свой первый университетский учебник «Molekule i kristali: uvod u strukturnu kemiju», ставший также первым учебником по кристаллографии на хорватском языке, а затем был принят в ряды членов Югославской академии наук, где сразу же на два года занял пост генерального секретаря. В 1976 году он был избран ректором Загребского университета и занимал эту должность вплоть до 1979 года.